# Brizoides annulicornis
Brizoides annulicornis är en insektsart som beskrevs av Morgan Hebard 1923. Brizoides annulicornis ingår i släktet Brizoides och familjen Pseudophasmatidae. Inga underarter finns listade.